# Ворошилов, Геннадий Николаевич
Генна́дий Никола́евич Вороши́лов (27 августа 1923 — 1 июля 2014) — участник Великой Отечественной войны, командир пулемётного расчёта 1052-го стрелкового полка 301-й стрелковой дивизии 5-й ударной армии 1-го Белорусского фронта, младший сержант. Герой Советского Союза (1945).

## Биография
Родился в семье рабочего в деревне Старый Чулым (близ современного города Чулым) ныне Чулымского района Новосибирской области. Русский.
В 1938 году окончил 7 классов средней школы в рабочем посёлке станции Чулымская (ныне г. Чулым), был рабочим, в том числе работал на Чулымском маслозаводе.
В марте 1943 года Чулымским райвоенкоматом призван в Красную Армию ВС Союза ССР. После учёбы в полковой школе младших командиров в звании младшего сержанта и должности командира расчёта станкового пулемёта был направлен в 1052-й стрелковый полк 301-й стрелковой дивизии 57-й армии. В действующей армии — с мая 1943 года. Боевое крещение получил в составе 1052-го стрелкового полка под станцией Миллерово (Ростовская область): часть подверглась авианалётам немецкой авиации. После этого подразделение приняло участие в затяжных боях на Миус-фронте (Донбасская наступательная операция, лето 1943).
Воевал на Юго-Западном (май—октябрь 1943), 4-м Украинском (осень 1943), 3-м Украинском и с 22 февраля 1944 — на 1-м Белорусском фронтах.
В рядах 301-й стрелковой дивизии Ворошилов участвовал в боях на Миус-фронте, в ликвидации Никопольского плацдарма, освобождал Донбасс, такие крупные города, как Макеевка и Донецк, форсировал Днепр. В одном из боёв 12 ноября 1943 года был ранен. Лишь в феврале 1944 года он вернулся на фронт, воевал в частях в составе 1-го Белорусского фронта, ведущих бои на территориях Белорусской ССР, Польши и Германии. Отличился в Ясско-Кишинёвской операции.
Участвовал в боях за освобождение Польши. Отличился в январе 1945 года в боях при прорыве вражеской обороны на Магнушевском плацдарме и форсировании реки Пилица: 14 января 1945 года в бою за населённый пункт Выборув (западнее города Магнушев, Польша); в бою у села Збышкув; в бою у полустанка Грибово, где во время огневого налёта младший сержант Ворошилов со своим расчётом зашёл в тыл немцев и неожиданно открыл пулемётный огонь. Было уничтожено до взвода вражеских солдат. За два дня боевых действий при прорыве обороны противника расчёт Ворошилова уничтожил 62 гитлеровца и 5 огневых точек. Указом Президиума Верховного Совета СССР от 27 февраля 1945 года за образцовое выполнение заданий командования и проявленные мужество и героизм в боях с немецко-фашистскими захватчиками младшему сержанту Геннадию Николаевичу Ворошилову присвоено звание Героя Советского Союза с вручением ордена Ленина и медали «Золотая Звезда» (№ 5271).
В составе своего полка сержант Ворошилов форсировал реку Одер, сражался на улицах Берлина. За годы войны был трижды ранен, контужен.
После окончания войны служил в составе контингента советских войск в Германии, в 1947 году уволен в запас. Вернулся на малую родину, в город Чулым.
В 1953 году переехал в город Томск. До 1979 года отработал на лесопромышленном комбинате рабочим, инженером-технологом, мастером, механиком теплохода, крановщиком, дизелистом, диспетчером. Был членом райкома КПСС. За успехи в труде в 1972 году Г. Н. Ворошилов награждён орденом Октябрьской Революции.
В 2000-е годы жизни — активный член ветеранского движения, с марта 1987 года избирался членом президиума Томского областного совета ветеранов. Все 2000-е годы проводил большую работу по военно-патриотическому воспитанию молодёжи: выступал в школах и профтехучилищах не только города Томска, но и перед жителями городов Асино, Колпашево, Северск, Кривошеинского, Молчановского, Томского районов.
Более 20 лет Геннадий Николаевич являлся членом президиума Фонда мира и согласия.
Жил с семьёй в городе Томске.

## Награды и звания
Награды СССР: 
- медаль «Золотая Звезда» Героя Советского Союза (27.02.1945);
- орден Ленина (27.02.1945);
- орден Октябрьской Революции (1972);
- орден Отечественной войны I степени (06.04.1985)[3];
- медаль «За освобождение Варшавы» (1945);
- медаль «За взятие Берлина» (1945);
- медаль «За победу над Германией в Великой Отечественной войне 1941—1945 гг.» (1945);
- юбилейная медаль «За доблестный труд (За воинскую доблесть). В ознаменование 100-летия со дня рождения Владимира Ильича Ленина» (1970);
- медаль «Ветеран труда» (1990);
- медали СССР для участников и ветеранов войны, в том числе:
  - юбилейная медаль «Двадцать лет Победы в Великой Отечественной войне 1941—1945 гг.» (1965);
  - юбилейная медаль «Тридцать лет Победы в Великой Отечественной войне 1941—1945 гг.» (1975);
  - юбилейная медаль «Сорок лет Победы в Великой Отечественной войне 1941—1945 гг.» (1985);
  - юбилейная медаль «50 лет Победы в Великой Отечественной войне 1941—1945 гг.» (1995);
  - юбилейная медаль «60 лет Победы в Великой Отечественной войне 1941—1945 гг.» (2005);
  - юбилейная медаль «65 лет Победы в Великой Отечественной войне 1941—1945 гг.» (2009);
  - нагрудный ветеранский знак-медаль «25 лет Победы в Великой Отечественной войне» (1970);
  - юбилейная медаль «50 лет Вооружённых Сил СССР» (1968);
  - юбилейная медаль «60 лет Вооружённых Сил СССР» (1978);
  - юбилейная медаль «70 лет Вооружённых Сил СССР» (1988).

Другие ордена и медали: 
- юбилейная медаль «60 лет освобождения Республики Беларусь от немецко-фашистских захватчиков» (награда Президента Белоруссии, 2005);
- орден «Томская Слава» (Администрация Томской области, 27.08.2013. Номер награды 1);
- награда Томской области «Знак „За заслуги перед Томской областью“» (Администрация Томской области, 2000-е);
- медаль «400 лет городу Томску: За заслуги перед Томском» (Администрация Томской области, 2004).

Почётные звания: 
- звание Почётного гражданина города Томска (с 21.05.1985);
- звание Почётного гражданина Томской области (с 2005).

## Память
- Имя Ворошилова Г. Н. представлено на Памятной стеле томичей — Героев Советского Союза в Мемориальном комплексе Лагерного сада.
- Имя Ворошилова Г. Н. представлено на Аллее Героев Новосибирской области у Монумента Славы, что находится в центре города Новосибирска.
- Радиошколе Российской оборонной спортивно-технической организации в г. Томске присвоено звание Г. Н. Ворошилова.
- В Томске проводятся соревнования по пулевой стрельбе имени Геннадия Николаевича Ворошилова.
- 10 апреля 2012 года в городе Томске новый сквер по ул. 5-й Армии назвали именем томского фронтовика Геннадия Ворошилова. Герой присутствовал на этом открытии, поблагодарил земляков за память и внимание. Сквер был образован рядом с домом фронтовика.